# Kuk (mitología)
Kuk, Kek o Keku es la deificación del concepto primordial de "las tinieblas" o "la oscuridad" en la mitología egipcia. 
| k · k | G43 | F28 |

| k · k | G43 | F28 |

| N3 |

| N3 |

## Mitología
En el mito de la creación de la Ogdóada de Hermópolis, esta deidad primordial encarna a las tinieblas antes de la creación. Como dios de la noche, también estaba relacionado con el día por lo que también era conocido como "el que aporta la luz del día", el que era responsable de las horas de la noche que anticipaban la salida del sol.

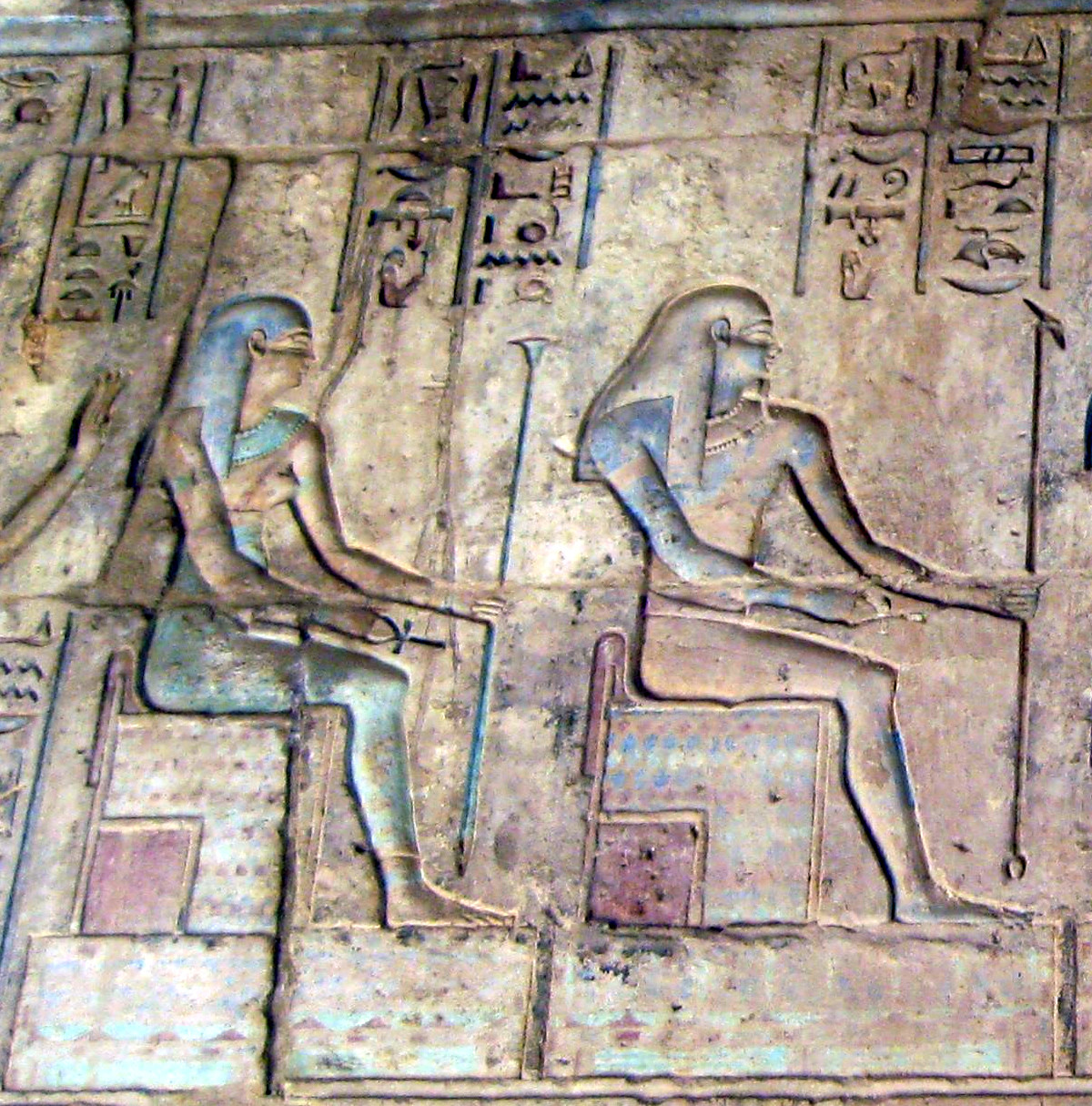
Kuk y Kuket, relieve policromado en un templete tolemaico de Deir el-Medina.

## Iconografía
Como componente de uno de los cuatro conceptos dualísticos de la Ogdóada, su forma masculina fue representada como una rana o como un personaje con cabeza de rana, mientras su contraparte femenina, Kuket (Kauket o Keket) lo era como una serpiente o como una mujer con cabeza de serpiente.

## Mitología comparada
Junto a su pareja, representan los poderes masculino y femenino de las tinieblas que cubrían el abismo primigenio de las aguas y han sido comparados por el egiptólogo Heinrich Karl Brugsch con el dios Érebo de la mitología griega que también personificaba la oscuridad y las tinieblas.

## Apropiación por partidarios de Donald Trump y redes sociales
A raíz de las elecciones presidenciales de Estados Unidos de 2016, jóvenes pro-Trump iniciaron una campaña de memes en las redes sociales como respuesta y burla a los ataques de los demócratas y republicanos no partidarios de Trump. Uno de los símbolos que tomaron fue Kek, al asimilarlo a Pepe the Frog, convirtiéndose en uno de los símbolos más populares de Internet y creando una parodia de religión en torno a su figura, The Cult of Kek ('El Culto a Kek') y creándose un idioma, país (Kekistán), himno, pasaporte y moneda propios; dicho país abarcaría Azerbaiyán, Armenia, norte de Irán y este de Turquía. Kek era el dios padre de "todos los Pepes" y protector de Trump ante Moloc y sus secuaces (entre ellos su rival en las elecciones, Hillary Clinton).